# Birgit Braunstein

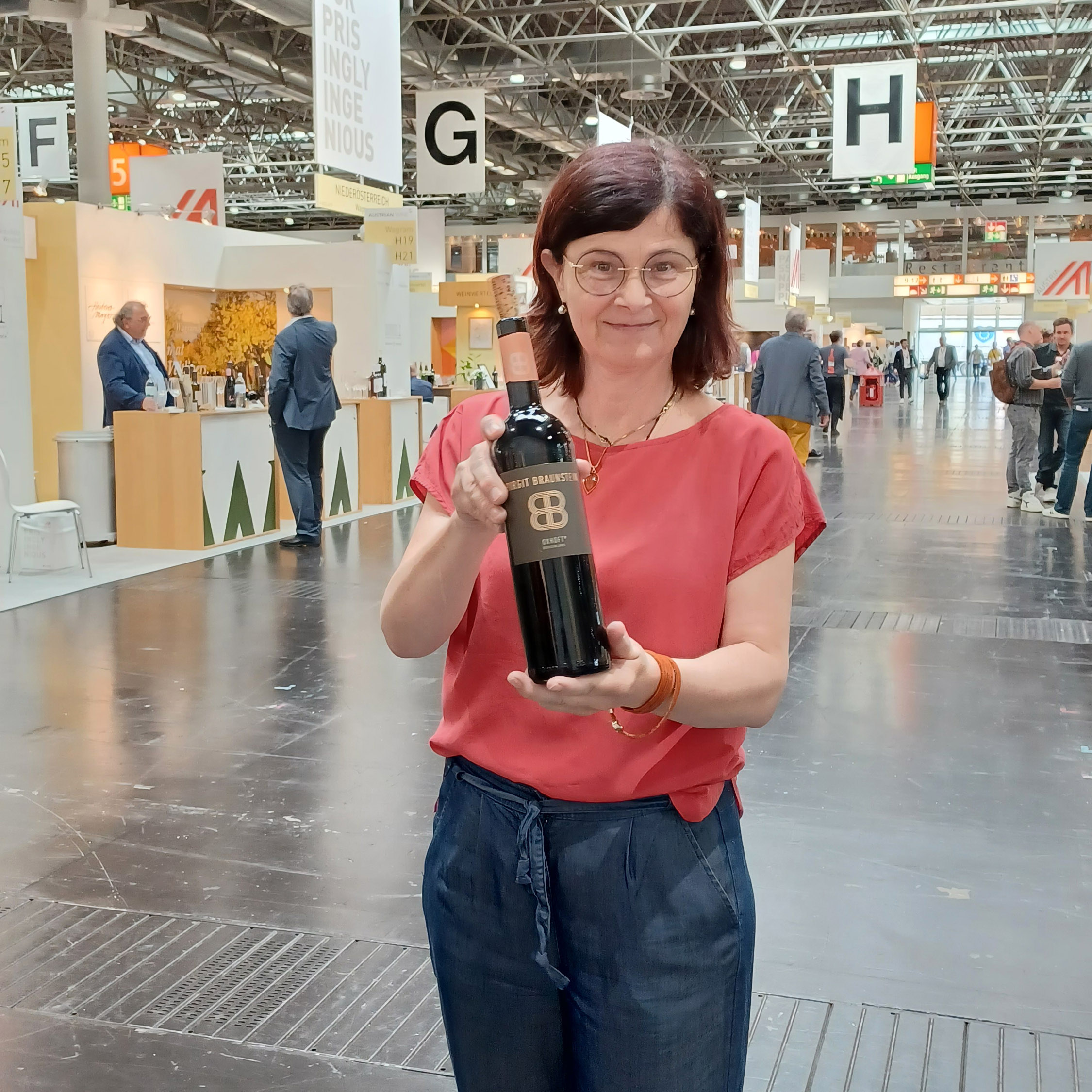
Birgit Braunstein auf der ProWein, 2022

Birgit Braunstein (* 16. November 1968 in Eisenstadt) ist eine österreichische Winzerin. Sie führt das gleichnamige, 22 ha große Weingut in Purbach am Neusiedler See an der Südostflanke des Leithagebirges. Sie gilt als Spitzenwinzerin und hat viel Anerkennung in namhaften Weinführern gefunden. Birgit Braunstein ist Mutter der Zwillinge Max und Felix, die inzwischen auch im Betrieb arbeiten.
Das 1630 gegründete Weingut wurde bereits von Birgits Vater Paul vom Mischbetrieb auf reine Weinerzeugung umgestellt, doch erst die Tochter verhalf ihm zu internationaler Anerkennung. Seit 1996 baut sie im Weingut die Weine nach ihren Vorstellungen aus. Fünf Jahre später übernahm sie vom Vater die Leitung des Betriebes.
1999 begann sie mit der Umstellung auf Biologischen Anbau, 2009 folgte die Zulassung beim Demeter-Verband. Seit 2014 sind kleine Nutztiere wie Schafe und Hühner auf den Hof zuhause. Zu ihrer Motivation und Inspiration sagt sie: „es bringt mir einen innerlichen Frieden, wenn ich meine gesunden, lebendigen Weingärten sehe.“
Bei ihren Versuchen, beim Kellerausbau bestmögliche Ergebnisse zu erzielen, experimentiert sie mit Betonei und Oxhoft, verwendet aber auch Barriques und den Edelstahltank. Das Weingut produziert zu 75 Prozent Rot- und 25 Prozent Weißweine. Es hatte Mitte der 2000er Jahre über 100 überseeische Handelspartner in Brasilien, USA, Kanada, Russland und China. Ein bedeutender innereuropäischer Absatz findet auch in Belgien und dem Vereinigten Königreich statt. Es zeigt Präsenz auf der ProWein in Düsseldorf und der VieVinum in Wien.